# Karel Evžen z Lambergu
Karel Evžen kníže z Lambergu (německy Karl Eugen von Lamberg; 1. dubna 1764 – 11. května 1831) byl česko-rakouský šlechtic z rodu Lambergů. Od roku 1797 5. říšský kníže z Lambergu ve Štýrsku a dědic panství v jihozápadních Čechách (hrad Rabí).

## Život

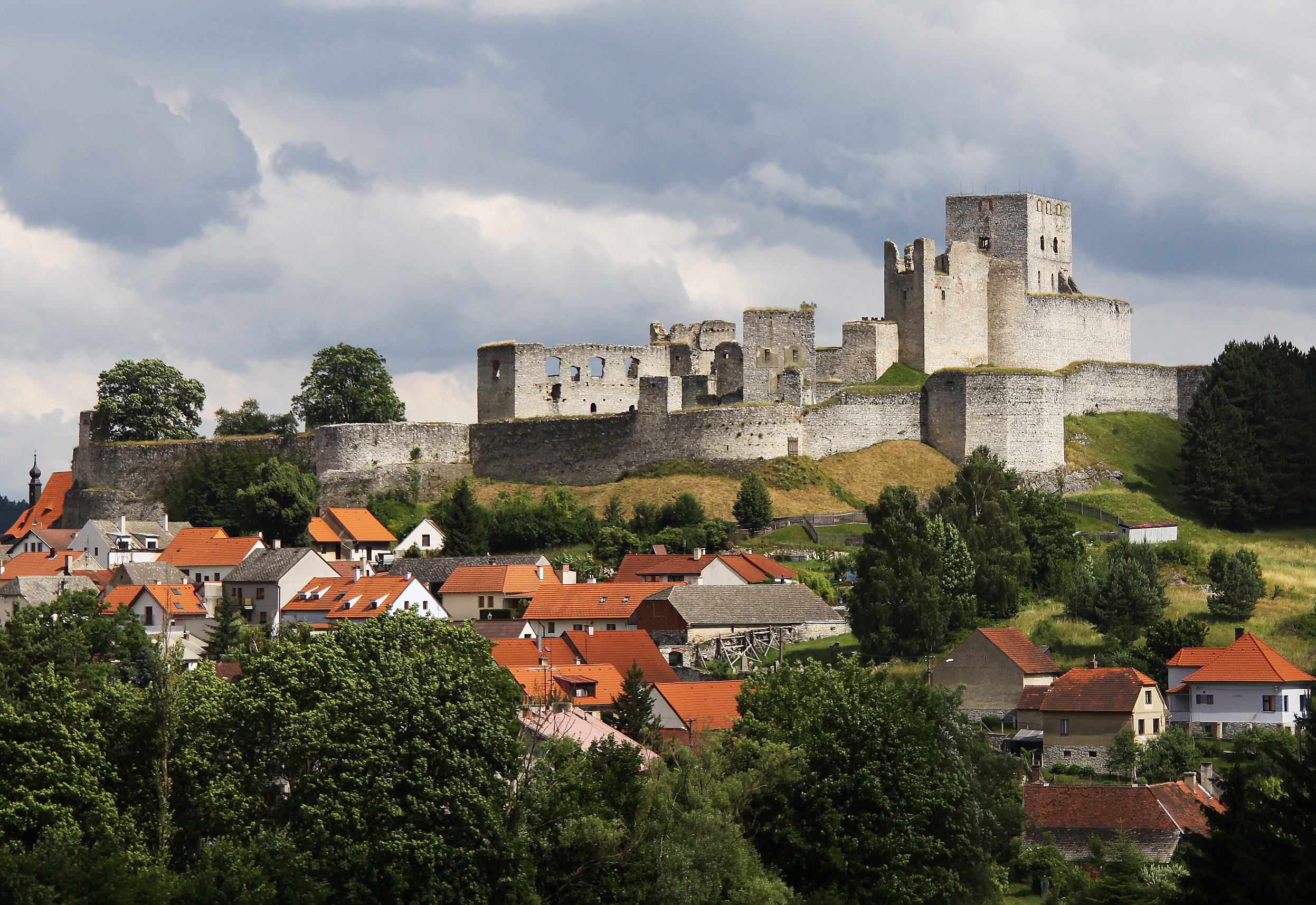
Hrad Rabí, majetek Karla Evžena z Lambergu

Narodil se jako syn významného představitele osvícenství hraběte Maxmiliána Josefa z Lambergu (1729–1792) a jeho druhé manželky Marie Johany z Dachsbergu (1746–1832). Jeho kmotrem byl vévoda Karel Evžen Württemberský, v jehož službách otec tehdy působil. Původně sloužil v armádě a v roce 1800 byl jmenován císařským komorníkem.
Karel Evžen z Lambergu 15. prosince 1797 zdědil knížecí titul po svém bratranci Janu Bedřichu Josefovi, 4. knížeti z Lambergu (24. února 1737 – 15. prosince 1797), synovi 3. knížete Františka Antonína z Lambergu (1678–1759). Kromě statků v Rakousku převzal s knížecím titulem také panství Rabí v západních Čechách v hodnotě přes 400 000 zlatých. Jako první z Lambergů se v Čechách usadil, jeho sídlem se stal zámek Žihobce, který patřil k panství Rabí.
Jeho syn Gustav Jáchym se v srpnu 1832 zúčastnil bádenského pokusu o atentát na korunního prince Ferdinanda I., za což byl odsouzen. Nesměl se oženit, užívat rodové jméno a jeho děti byly 4. února 1887 kvůli nemanželskému původu vyloučeny z dědictví a knížecího titulu. Dědicem se proto stal hrabě Rudolf z Lambergu z uherské větve rodu.
Karel Evžen z Lambergu zemřel 11. května 1831 ve věku 67 let a byl pohřben v rodinné hrobce v kapli sv. Erasma (Erazima) v Nezamyslicích na Klatovsku.

## Rodina
Karel Evžen z Lambergu se 19. září 1802 oženil ve Wallersteinském paláci princeznou Frederikou Žofií Terezou Antonií Walburgou z Oettingen-Oettingenu a Oettingen-Wallersteinu (5. března 1776 Wallerstein – 17. července 1831, pohřbena v Nezamyslicích), dcerou knížete Krafta Arnošta z Oettingen-Wallersteinu (1748 – 1802) a jeho první manželky Marie Terezie z Thurn-Taxisu (1757 – 1776). Manželé měli osm dětí:
- 1. Vilelmína Frederika Karolína Marie Ernestina Josefa Žofie Walburga Johana z Lambergu (29. června 1803 Steyr – 1. června 1829 Vídeň), provdaná 8. ledna 1828 za hraběte/markraběte Felixe Montecuccoli-Laderciho (1799–1846)
- 2. Karel Arnošt (2. ledna 1805 – 12. února 1805)
- 3. Josefina Frederika (22. května 1806 – 23. března 1808)
- 4. Maxmilián Josef (25. prosince 1807 – 10. srpna 1808)
- 5. Ludvík Karel (24. září 1809 – 18. prosince 1809)
- 6. Gustav Jáchym Emanuel Karel Bedřich Josef Jan Nepomuk Vincenc Ferrerius Arnošt z Lambergu-Kunstadtu (21. prosince 1812 Salcburk – 3. února 1862 Mnichov), od roku 1834 6. a poslední říšský kníže z Lambergu. Po zproštění viny 10. ledna 1855 uzavřel ve Strašíně morganatický sňatek s Kateřinou Hrádkovou (1824–1889), s níž měl již před svatbou 8 dětí
- 7. Žofie Josefína (21. února 1815 – 6. dubna 1815)
- 8. Emil Antonín z Lambergu (26. března 1816 – 5. prosince 1836)